# Adalbert Hoesle
Adalbert Hoesle (* 1959) ist ein deutscher Künstler. Er bezeichnet sich selbst als Retrogradist und ließ sich diesen Begriff patentieren.

## Leben
Hoesle erhielt eine Ausbildung zum Fachpfleger für Anästhesie und Intensivmedizin, danach studierte er Malerei in München und Nürtingen. 1998 gründete er die Arbeitsgemeinschaft Retrograde Strategien. Seit dem Jahre 2004 arbeitet er mit dem Institut für medizinische Psychologie und Verhaltensneurobiologie der Universität Tübingen zusammen. Im Jahre 2004 initiierte er das Projekt „Subduktive Maßnahmen - ZBO SdM / 052004“ anlässlich des 50. Jahrestags der Haager Konvention zum Schutz von Kulturgut bei bewaffneten Konflikten.
Von 2005 bis 2009 war er Mitinitiator des Projekts „>Artists for Tichy - Tichy for Artists<“ und Kurator der Stiftung Tichy Ocean, die das Werk des tschechischen Künstlers und Fotografen Miroslav Tichý (1926–2011) zugänglich macht. Im Jahre 2012 gründete er das Art research Lab (ARL).
Er ist Erfinder des Kunstprojektes „Brain Painting“, dieses Verfahren gestaltet Bilder direkt aus EEG-Aufnahmen und wurde von Hoesle aus dem BCI-Verfahren (Brain Computer Interface, EEG-Gehirn-Computer-Schnittstellen) adaptiert. Die BCI-Technologie wird entwickelt, um körperlich behinderten Menschen zu helfen. Programmiert wurde die Schnittstelle an der Universität Würzburg bei Andrea Kübler am Lehrstuhl für Psychologie I. Mit dieser Technik können auch an Amyotrophe Lateralsklerose (ALS) erkrankte am künstlerischen Leben teilnehmen, wie zum Beispiel Angela Jansen 2012 in der Kunsthalle Rostock im Rahmen der „Rostocker Synapse - pingo, ergo sum“.

## Projekte
- 2017 Hannover Sprengel Museum Kalibrierung 5
- 2016 Wiesbaden Bellevue Kalibrierung 3
- 2015 Auf der Suche nach der Eigenrealität des Bildes Galerie P103, Berlin
- 2014 Unpainted Messe, München
- 2014 Krapperupskonsthall, Schweden zusammen mit Margret Eicher und Isabel Kerkermeier
- 2014 Immaterielles Kulturgut, ZKM Karlsruhe
- 2013 Die Biberacher Rückgabe, Museum Biberach an der Riß
- 2013 Vere, BCI-Application, Pisa, Italien
- 2012 Rostocker Synapse - pingo, ergo sum.
- 2012 „Brain Dancing“, Ars Electronica Festival, Ars Electronica Center, Linz, Österreich
- 2012 „STYX“, Multimediainstallation, Wilhelm-Hack-Museum, Ludwigsburg
- 2011 Brain Painting Performance, Stadthalle Rostock, anlässlich der „Physik-Highlights 2011“[5]
- 2010 „Brain Painting“, „Brain Drawing“ Information and Communication, Technology - TOBI, Brüssel, Belgien
- 2004 Subduktive Maßnahmen - ZBO SdM / 052004 Kunsthalle Bonn, Barbarastollen Oberried bei Freiburg[6],
- 2003 „EEG Measurements during reception, Sleep lab“, Ars Elektronica Festival, Linz, Österreich
- 2002 „Visitationen WKV2002“, Württembergischer Kunstverein, Stuttgart, Deutschland

## Veröffentlichungen
- Die Biberacher Rückgabe, Ausstellung 2013
- Pingi ergo sum, Katalog, Ausstellung Kunsthalle Rostock, AEC Linz
- Culture insurance no title no reception, Salon Verlag, Köln 2006
- Rückbau eines Kokons. Erich Weiß Verlag, Bamberg 2005, ISBN 3-928591-75-4.
- Über die Notwendigkeit des Bewahrens, St. Gallen, Vexer verlag, 1996